# Carlo Saraceni

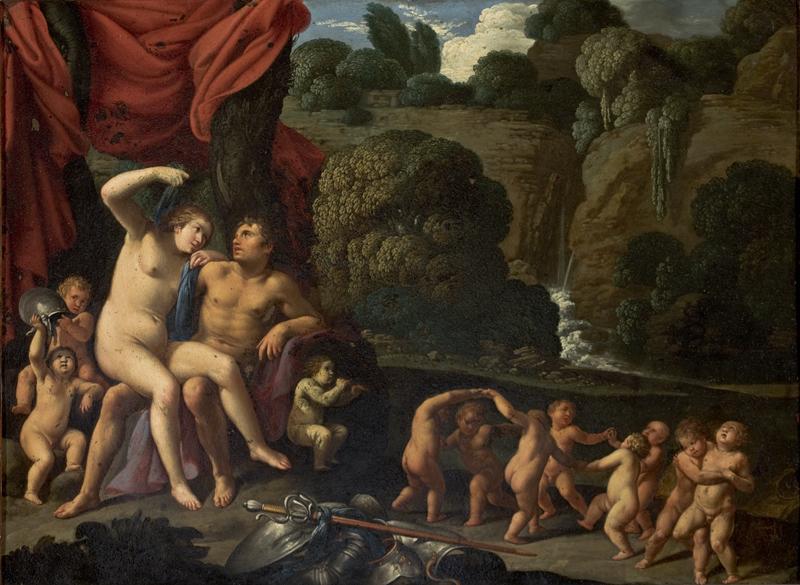
Marte e Vênus em uma Paisagem (1605–1610). Pintura em cobre de Carlo Saraceni (Museu de Arte de São Paulo, São Paulo).

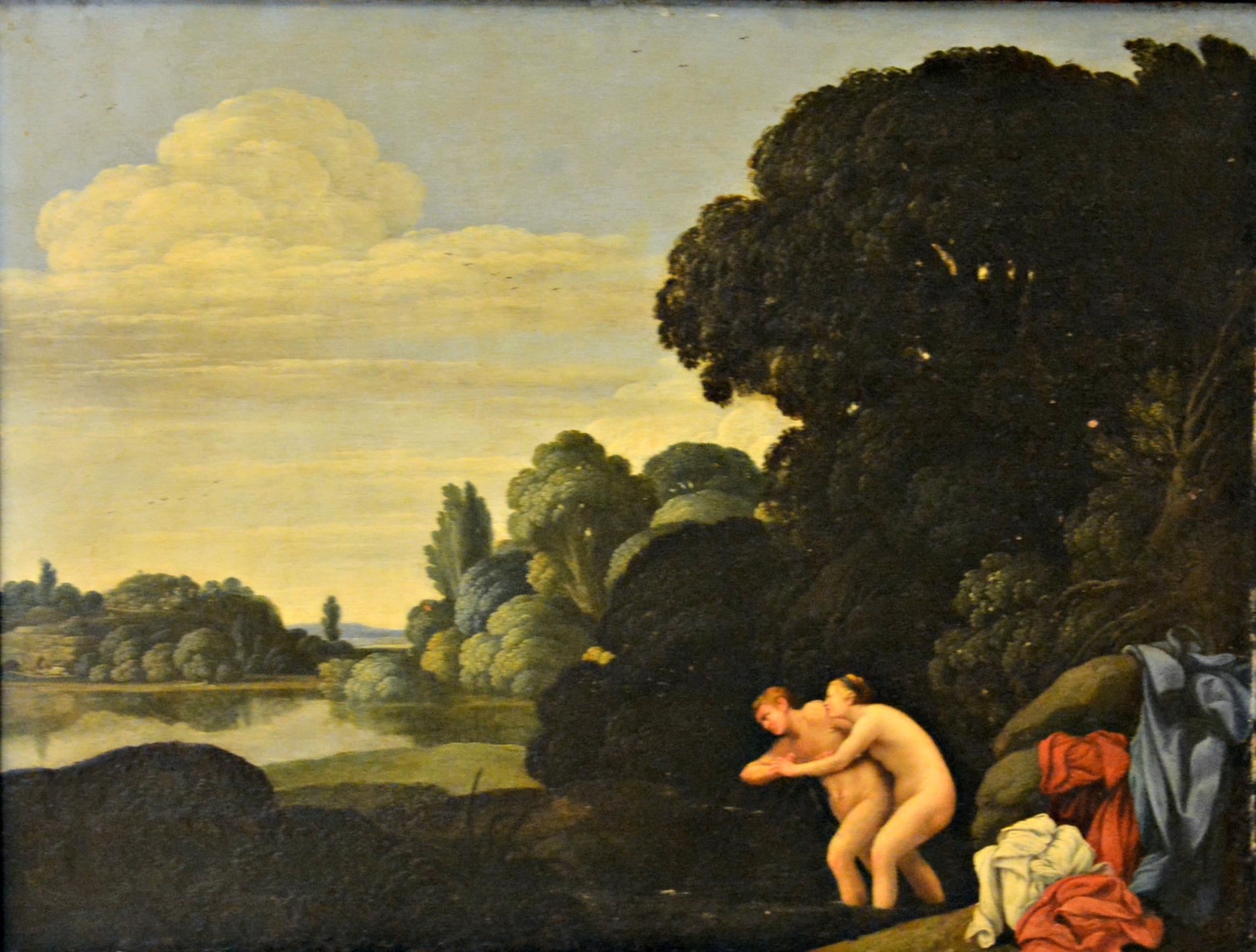
Paisagem com Salmance e Hermafrodito

Carlo Saraceni (Veneza, c. 1579 – Veneza, 16 de junho de 1620) foi um pintor do Barroco italiano.
Saraceni forma-se em Veneza, no ateliê de Palma il Giovane. O pintor transfere-se muito cedo para Roma, entre 1598 e 1602, onde colabora com o escultor vêneto Camillo Mariani, experiência que o desperta para uma renovada sensibilidade em relação ao Antigo, fortalecida pelo contato com Domenichino (instalado em Roma desde 1602) e com o novo classicismo dos pintores bolonheses que acorriam à Roma na trilha de Annibale Carracci.
Dentre as obras nascidas neste primeiro período romano, destacam-se as pequenas pinturas de gabinete em cobre, formato que Saraceni empregaria em obras como os seis painéis ilustrando a fábula mitológica do Voo de Ícaro (Museo di Capodimonte, Nápoles), em Moisés e as Filhas de Jetro (Nationall Gallery, Londres) e em Marte e Vênus em uma Paisagem (Museu de Arte de São Paulo).
Notam-se, sobretudo, no peculiar maneirismo desses extraordinários pequenos formatos, além de um conhecimento pontual de algumas obras do Cavalier D'Arpino, um diálogo íntimo com a fatura minuciosa e a poética do pintor alemão Adam Elsheimer. Como Elsheimer, Saraceni transfigura temas mitológicos ou vetéro-testamentários em microcosmos idílicos, não isentos de um naturalismo próprio e de um maravilhoso senso de paisagem.
Os anos finais deste primeiro decênio e os do decênio final da breve vida de Saraceni vêem-no empenhado em sua conhecida e profunda conversão naturalista, sob a influência de Caravaggio, de onde nascerão obras-primas como A Morte da Virgem, na capela de Santa Maria della Scala — que substituiu a de Caravaggio, hoje no Museu do Louvre, recusada pelos carmelitas — e a Virgem com o Menino e Sant´Ana, da Galleria Borghese.
De volta a Veneza um ano antes de sua morte, Saraceni recebeu encomendas oficiais, como a decoração da Sala del Maggior Consiglio no Palácio Ducal, e religiosas, como o Êxtase de São Francisco, hoje na Alte Pinakothek de Munique, não raramente executadas em colaboração com o pintor francês Jean le Clerc e com o assim chamado Pensionante del Saraceni